# Plateau van Caestert

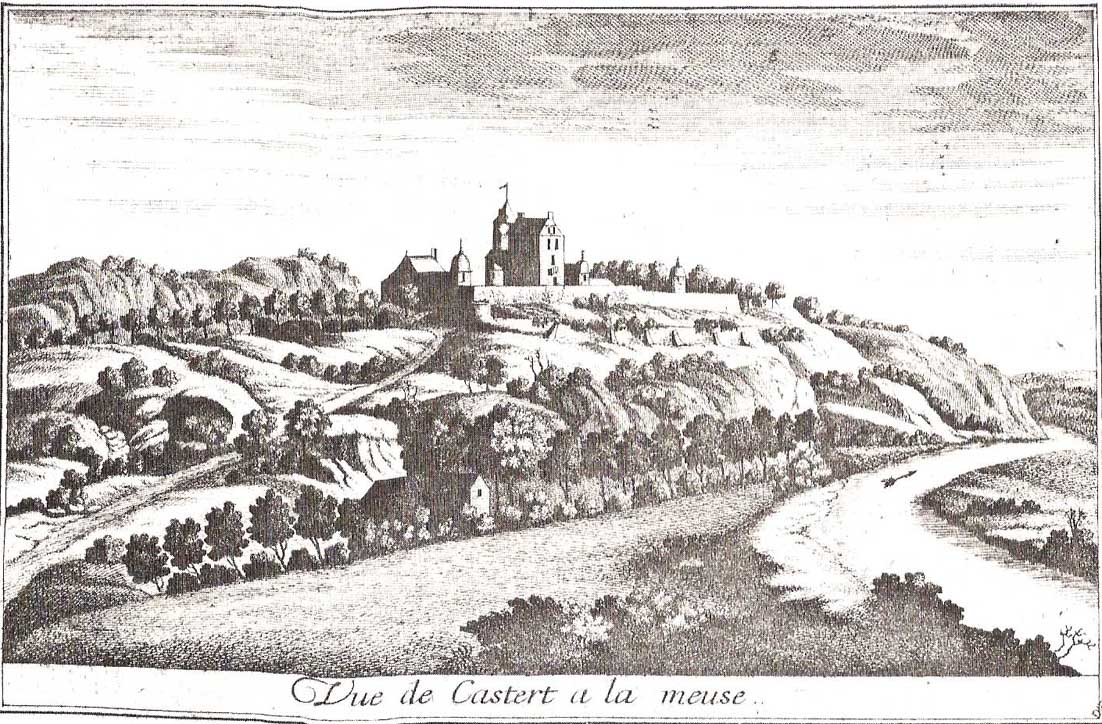
Het plateau vóór het werd doorsneden door het Albertkanaal (met het Kasteel Caestert)

Het Plateau van Caestert is een plateau aan de westzijde van de rivier de Maas in het grensgebied van Nederlands Zuid-Limburg, Belgisch Limburg en de Belgische provincie Luik. Het plateau strekt zich uit van Maastricht tot aan het Luikse stadje Wezet (Frans: Visé) in België. Het Nederlandse gedeelte van dit plateau wordt meestal Sint-Pietersberg genoemd. Aan de overzijde van de Maas ligt in Nederland het Plateau van Margraten. Aan de westzijde van het plateau ligt de Jeker.

## Geschiedenis
Aan de Belgische zijde zijn archeologische resten aangetroffen van het Oppidum Caestert (of hoogtenederzetting) uit de ijzertijd en het begin van de Romeinse periode 250-20 v.Chr. met aarden wallen en verbrande resten van hun ondersteunend houten raamwerk. Caestert wordt vernoemd als een van de mogelijke liggingen van Atuatuca, de legerplaats waar Caesars Veertiende Legioen belegerd en vernietigd werd door de Eburonen.
In de jaren 1930 werd er dwars door het plateau het Albertkanaal gegraven. Door deze Doorsteek van Caestert werd het plateau in twee delen gesplitst.

## Natuur
In België is het plateau van Caestert Europees beschermd als Natura 2000-gebied (habitatrichtlijngebied 'Plateau van Caestert met hellingbossen en mergelgrotten' (BE2200036)).
Er komen zeven Europees beschermde habitats voor: droge kalkgraslanden en struweel op kalkbodem, essen-eikenbossen zonder wilde hyacint, glanshaver- en grote vossenstaartgraslanden, heischrale graslanden en soortenrijke graslanden van zure bodems, jeneverbesstruweel, kalkrijke beukenbossen, niet voor het publiek opengestelde grotten.
Er komen ook tien Europees beschermde soorten voor: Bechsteins vleermuis, Brandts vleermuis, franjestaart, gewone grootoorvleermuis, grijze grootoorvleermuis, grote hoefijzerneus, ingekorven vleermuis, laatvlieger, rosse vleermuis, vale vleermuis, watervleermuis.
Bossen op het plateau zijn onder andere het ENCI-bos op de westhelling en het Slavantebos op de oosthelling.

## Gangen en groeves
Het plateau vormde vroeger van Maastricht tot aan Wezet één geheel, maar is in de loop der tijd doorsneden geraakt en een deel ervan is afgegraven ten behoeve van de kalkwinning. Het Albertkanaal doorsnijdt het plateau tussen de Belgische plaatsen Kanne en Ternaaien (Frans: Lanaye), de Doorsteek van Caestert, en trekt met de 60 meter diepe insnijding veel fietsers en wandelaars. Het gedeelte van het Plateau van Caestert aan de zuidzijde van het kanaal wordt het Plateau van Eben-Emael genoemd. Op het Nederlands grondgebied heeft de ENCI-groeve een grote krater geslagen en op Belgisch grondgebied heeft men de Groeve Marnebel bij Eben Emael en een groeve bij Wezet gegraven. De heuvel D'n Observant is een stortberg, die is opgeworpen van de onbruikbare, metersdikke deklagen, die bij het graven van de ENCI-groeve vrijkwamen.
In het plateau zijn diverse ondergrondse gangenstelsels gegraven. In het Nederlandse deel van het plateau is een groot deel, zo'n 70%, van deze gangen verloren gegaan door de ENCI-groeve en zijn er vier grote gangenstelsels te onderscheiden die ieder een eigen karakter hebben:
- Noordelijk Gangenstelsel
- Gangenstelsel Zonneberg (incl. Wilde Berg en Zwarte Berg)
- Gangenstelsel Slavante (incl. Mingel en Zak van Vrancken)
- Zuidelijk Gangenstelsel

Daarnaast zijn er ook de Groeve de Schark, Neven Schark, Groeve de Tombe, de Oude en Nieuwe Maarendalgroeve en de Duivelsgrot.
In het Belgische noordelijke deel zijn de grootste groeven:
- Groeve Caestert
- Groeve Ternaaien-Boven (De Aardappelenberg)
- Groeve Ternaaien-Midden (Een verloren en daardoor in vergetelheid geraakt stuk van Ternaaien-Boven, herontdekt in 2009.)
- Groeve Ternaaien-Beneden (Le Collinet)

Ook eindigde hier de kilometerslange smokkelroute, een ondergrondse verbinding met Nederland via het Zuidelijk Gangenstelsel. Aan de andere zijde van het kanaal bevindt zich het Fort Eben Emael. In het noordelijke deel op Belgisch grondgebied ligt verder de Verloren Vallei, een voormalige dagbouwgroeve.

## Geologie

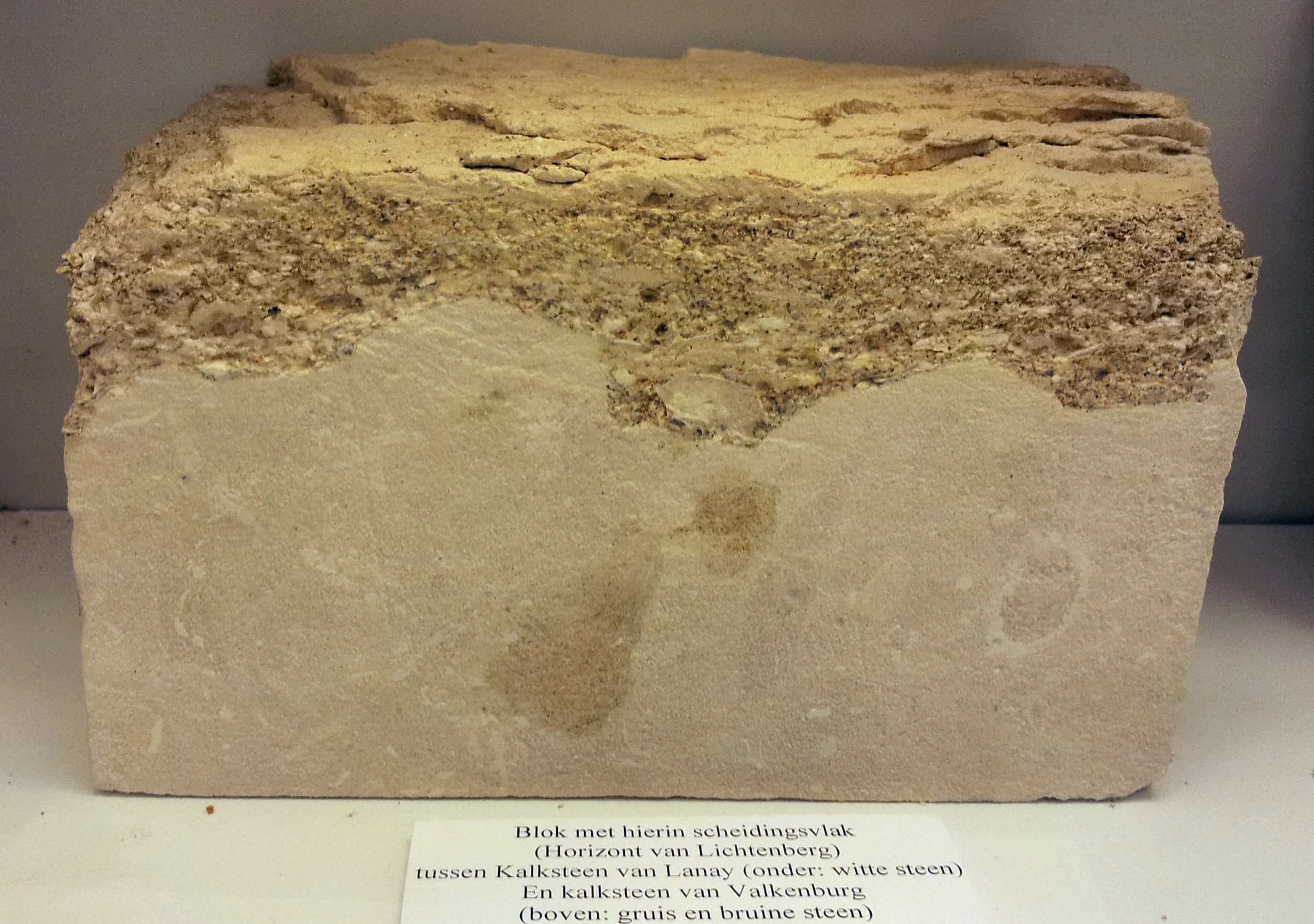
Mergelblok met twee soorten kalksteen

Het Plateau van Caestert ontstond doordat, aan weerszijden ervan, de Maas en de Jeker circa 60 m diepe dalen uitsleten. De bovenzijde van de Sint-Pietersberg is relatief vlak en ligt op +101 m NAP. Het hoogste punt is D'n Observant (+171 m NAP), ontstaan door het storten van grond die vrijkwam bij de kalksteenwinning. Het plan om deze kunstmatige heuvel alsnog af te graven is uiteindelijk niet uitgevoerd.
De gesteenten in de ondergrond zijn gevormd aan het einde van het Krijttijdperk, het naar Maastricht genoemde tijdvak Maastrichtien. De hier aangetroffen gesteenten behoren tot de Formatie van Maastricht en de Formatie van Gulpen, en bestaan voornamelijk uit kalksteen ("Limburgse mergel"), afgewisseld met vuurstenen concreties. Latere afzettingen van zand, Maasgrind (Formatie van Beegden) en löss (Laagpakket van Schimmert) dekken het gesteente af.
De Sint-Pietersberg is aangeduid als typelocatie van het Maastrichtien en de kalkwand onder de Kasteelruïne Lichtenberg is aangewezen als Geologisch monument Typelocatie Maastrichtien.

## Ankerplaats
Het plateau wordt beschouwd als ankerplaats: een gebied dat de hoogste landschappelijke waarde is toegekend. Voordat het erkend werd als archeologisch monument, als beschermd natuurgebied, als gebied met oude monumentale gebouwen, was het plateau een potentieel wingebied van de cementlobby CBR en ENCI die de kalksteenlagen onder het plateau wilden ontginnen.

Boven op het plateau, ter hoogte van de sluizen van Ternaaien, bevond zich het, in 1972 door brand verwoeste, kasteel Caestert en de afgebroken Kapel van Caestert. Oude boomgroepen werden eveneens aan het landschap onttrokken. Het proces dat zich op het Nederlands deel van de Sint-Pietersberg had voltrokken, dreigde ook op dit deel voortgezet te worden.
Nu is de dreiging van verdere destructie geweken en er is hoop dat wat rest van de plaats die al in de steentijd bewoond werd, en die voor de Romeinen als strategisch belangrijk steunpunt werd beschouwd, behouden blijft.
Op het plateau liggen onder andere de Tumulus van Emael, Hoeve Caestert en voormalig Kasteel Caestert en de kasteelruïne Lichtenberg.

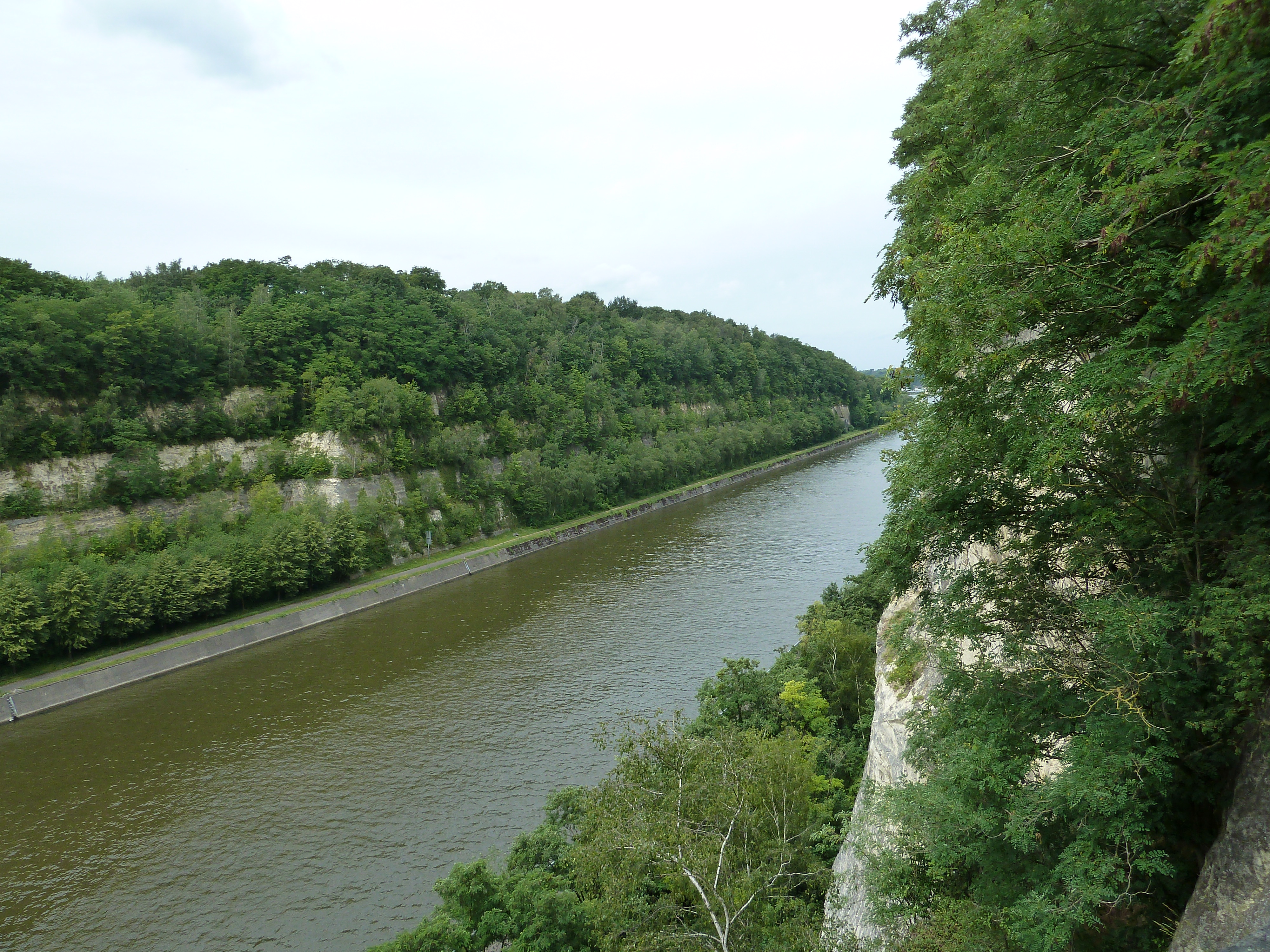
De kloof tussen de beide plateau-delen in: Albertkanaal
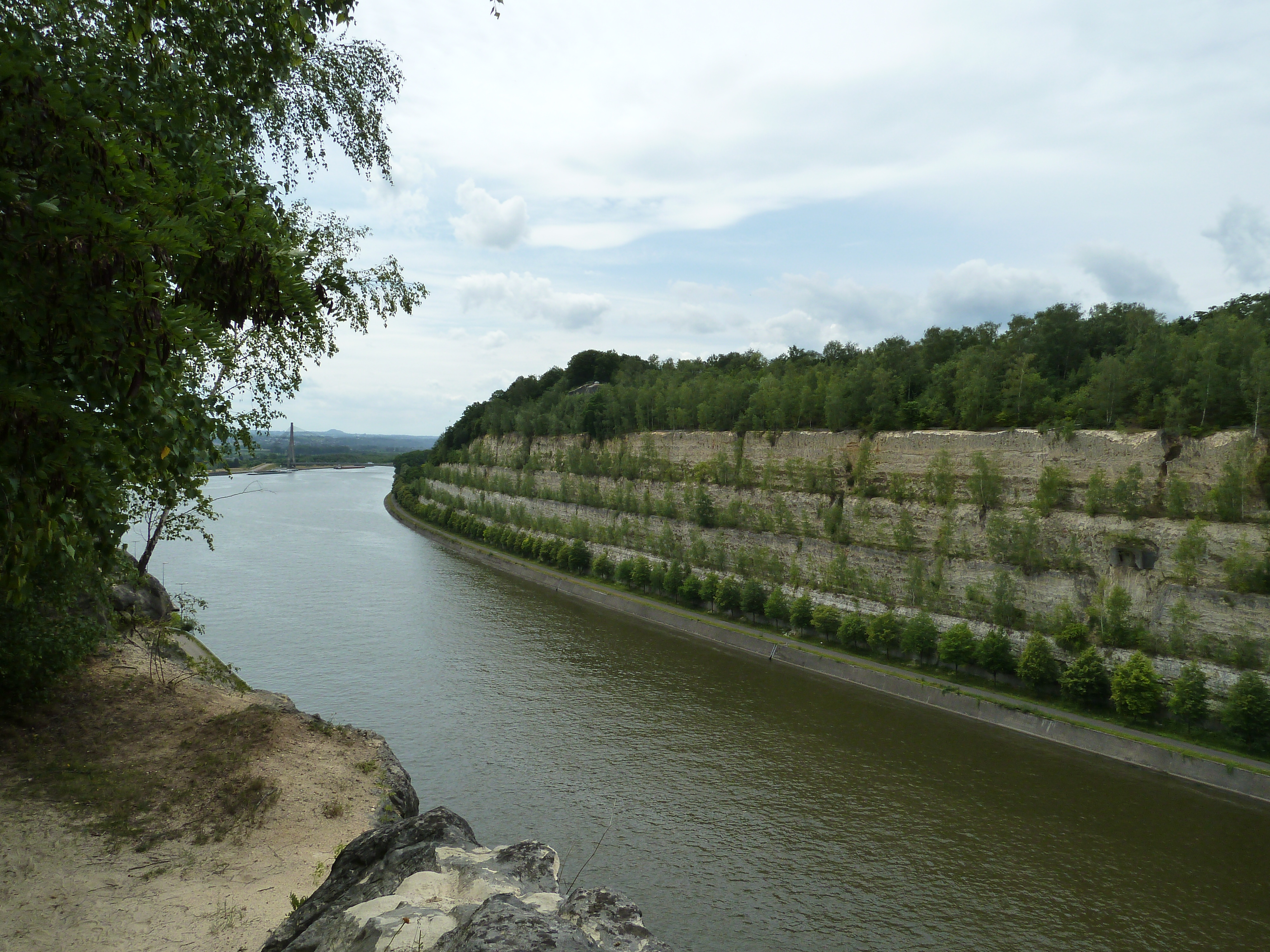
Het Albertkanaal doorsnijdt het plateau
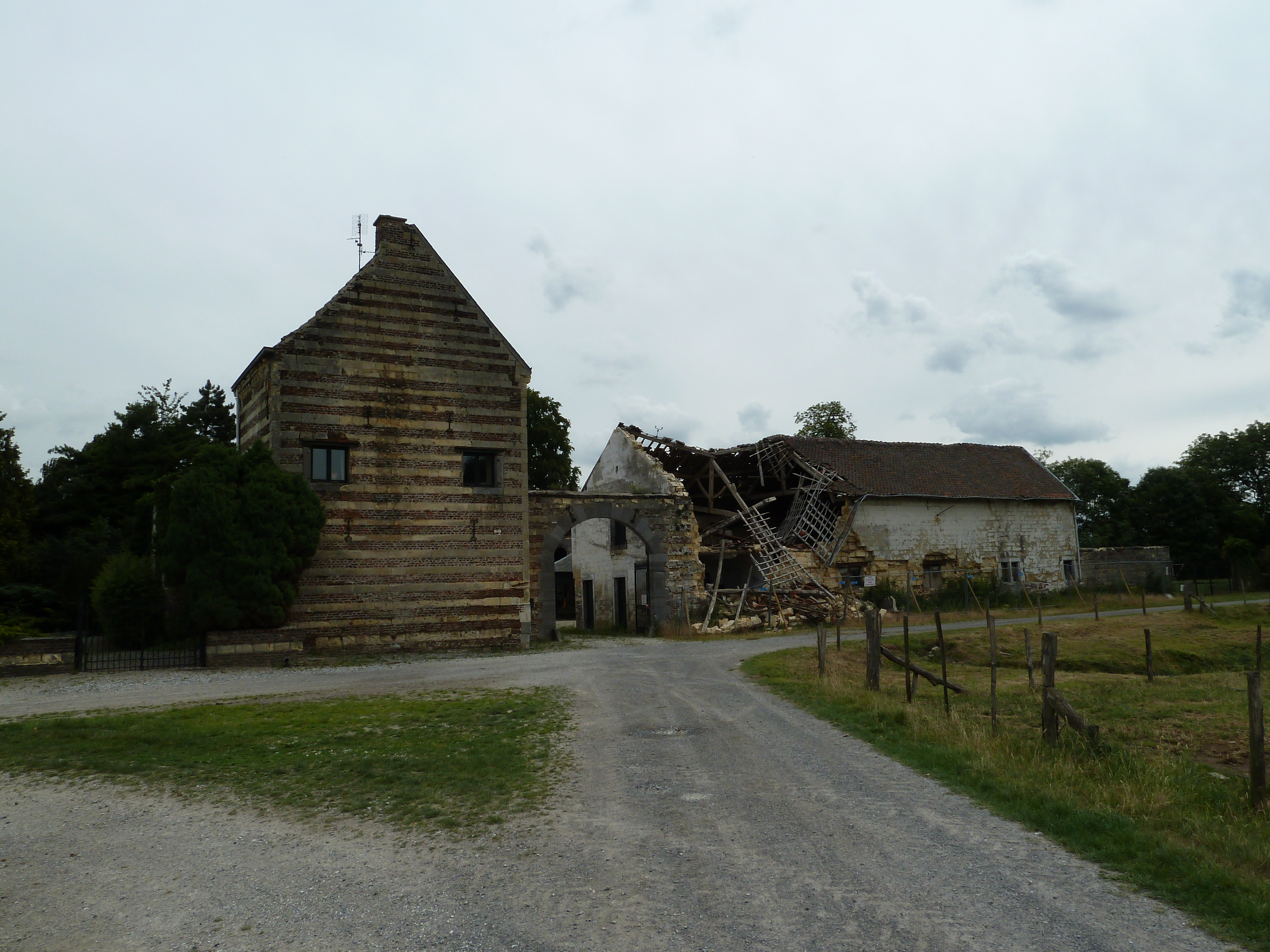
Hoeve Caestert